# Izvoarele Sucevei
Izvoarele Sucevei là một xã thuộc hạt Suceava, România. Dân số thời điểm năm 2002 là 2275 người.